# Robert Dados
Robert Dados (* 15. Februar 1977 in Lublin; † 30. März 2004 ebenda) war ein polnischer Speedwayfahrer. Im Jahr 2004 starb Dados durch Suizid.

## Sportliche Karriere
Im Jahr 1993 startete er seine Laufbahn in Lublin. Er war Junioren-Weltmeister von 1998. Im Jahr 1999 nahm Dados am Speedway-Einzel-WM Grand Prix teil und fuhr ausschließlich in der polnischen Profiliga. Über längere Zeit war auch der deutsche Ex-Weltmeister Egon Müller sein Motorentuner.

## Erfolge

### Einzel
- Junioren-Weltmeister (U21): 1998
- Speedway-GP Teilnahme: 1999

### Team
Polnische Liga
- Lublin: 1993–1995
- Grudziądz: 1996–2000
- Wrocław: 2001–2003
- Lublin: 2004

## Tod
Im Jahr 2000 überlebte er einen schweren Motorradunfall auf der Gen. Józef-Haller-Straße in Grudziądz – der Vorfall wurde von den Ärzten mit Dados' depressiver Störung in Verbindung gebracht, die ihn 2003 zu einem Selbstmordversuch veranlasste. Im Januar schnitt er sich die Adern auf (ein Mechaniker rettete ihn) und im März versuchte er, sich zu erhängen (seine Frau rettete ihn). Am 23. März 2004 erhängte er sich in der Scheune des Familienhauses in Piotrowice Wielkie. Nach 40 Minuten wurde er in ein Lubliner Krankenhaus eingeliefert und lag dort eine Woche lang im Zustand des klinischen Todes. Er starb nach einer Woche.